# Aminta (nome)
Aminta  è un nome proprio di persona italiano maschile.

## Varianti
- Maschili: Aminto[2], Aminda[2], Amintore[1][2][3]

### Varianti in altre lingue
- Catalano: Amintas[5]
- Greco antico: Ἀμύντης (Amýntes)[1][2], Ἀμύντας (Amyntas)[1][2][4], Ἀμύντωρ (Amyntor)[1][2][4]
- Inglese: Amintor[4]
  - Femminili: Aminta[4]
- Latino: Amyntas[1], Amyntor[1]
- Spagnolo: Aminta[5], Aminda[5]

## Origine e diffusione

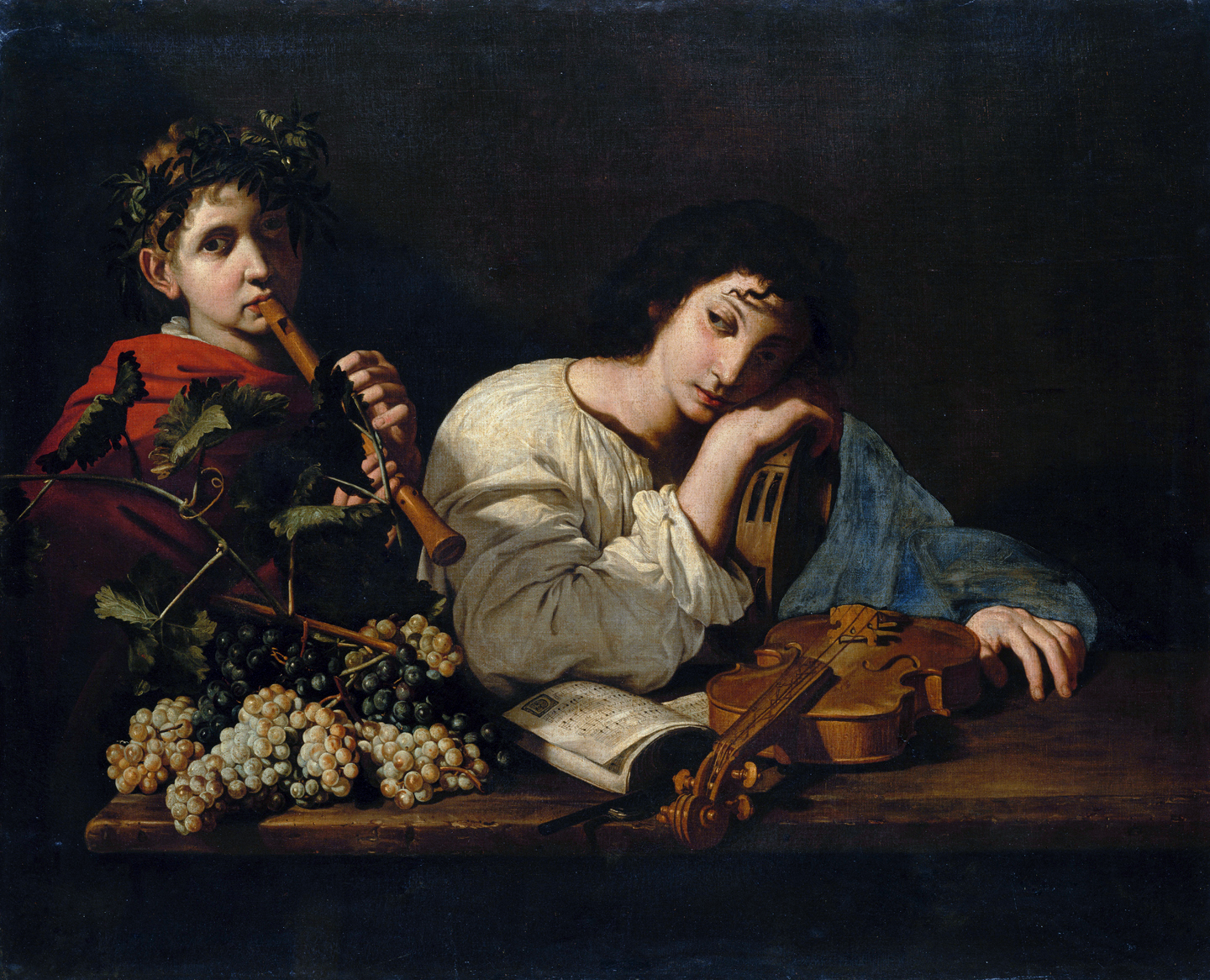
L'Aminta di Tasso raffigurato ne Il dolore di Aminta di Bartolomeo Cavarozzi

Aminta e Amintore sono due nomi di origine greca antica, dalla strettissima parentela etimologica, generalmente considerati l'uno variante dell'altro. Il primo deriva da Ἀμύντης (Amýntes), poi mutato in Ἀμύντας (Amýntas) per influsso del macedone, ed è attestato sporadicamente anche in latino come cognomen; il secondo viene dal nome Ἀμύντωρ (Amyntor), documentato in latino come Amyntor per personaggi di origine greca od orientale. Etimologicamente, entrambi sono da ricondurre al verbo ἀμύνω (amyno), che vuol dire "respingere", "difendere", "proteggere", oppure, più specificamente nel caso di Amintore, al sostantivo ἀμύντωρ (amyntor), che sta per "difensore", "protettore" o anche "vendicatore", significati questi ultimi che vengono quindi applicati ai nomi.
Si tratta di nomi di tradizione classica, presenti nella mitologia greca con vari personaggi, fra i cui Aminta, il pastore che rubò la zampogna di Sileno, e Amintore, un re dei Dolopi ucciso da Eracle; venne inoltre portato da alcuni sovrani della Macedonia. In italiano moderno, già negli anni cinquanta erano rari, sebbene non sconosciuti; la forma Aminta, in particolare, ha beneficiato del successo dell'omonima favola pastorale di Torquato Tasso. Secondo dati pubblicati negli anni settanta, del nome si contavano meno di mille occorrenze (complessivamente per tutte le varianti), distribuite tra Nord e Centro Italia, con maggiore concentrazione in Lazio per la forma Aminda e in Emilia-Romagna per Amintore. Di Aminta si registrano anche l'uso al femminile; mentre in Italia è rarissimo e considerato errato, nei paesi anglofoni è invece consolidato sin dal 1701, quando appare in tal modo in un poema attribuito ad Anne Finch; dalla sua combinazione con Arabella potrebbe derivare il nome inglese Araminta.

## Onomastico
Non essendovi santi con questo nome, che è quindi adespota, l'onomastico può essere festeggiato il 1º novembre, in occasione di Ognissanti.

## Persone
- Aminta, ufficiale di Alessandro Magno
- Aminta, satrapo di Battria
- Aminta, re di Galazia
- Aminta I, re di Macedonia
- Aminta II, re di Macedonia
- Aminta III, re di Macedonia
- Aminta IV, re di Macedonia
- Aminta Fieschi, medico italiano
- Aminta Migliari, partigiano italiano

### Varianti
- Aminto Caretto, ufficiale italiano

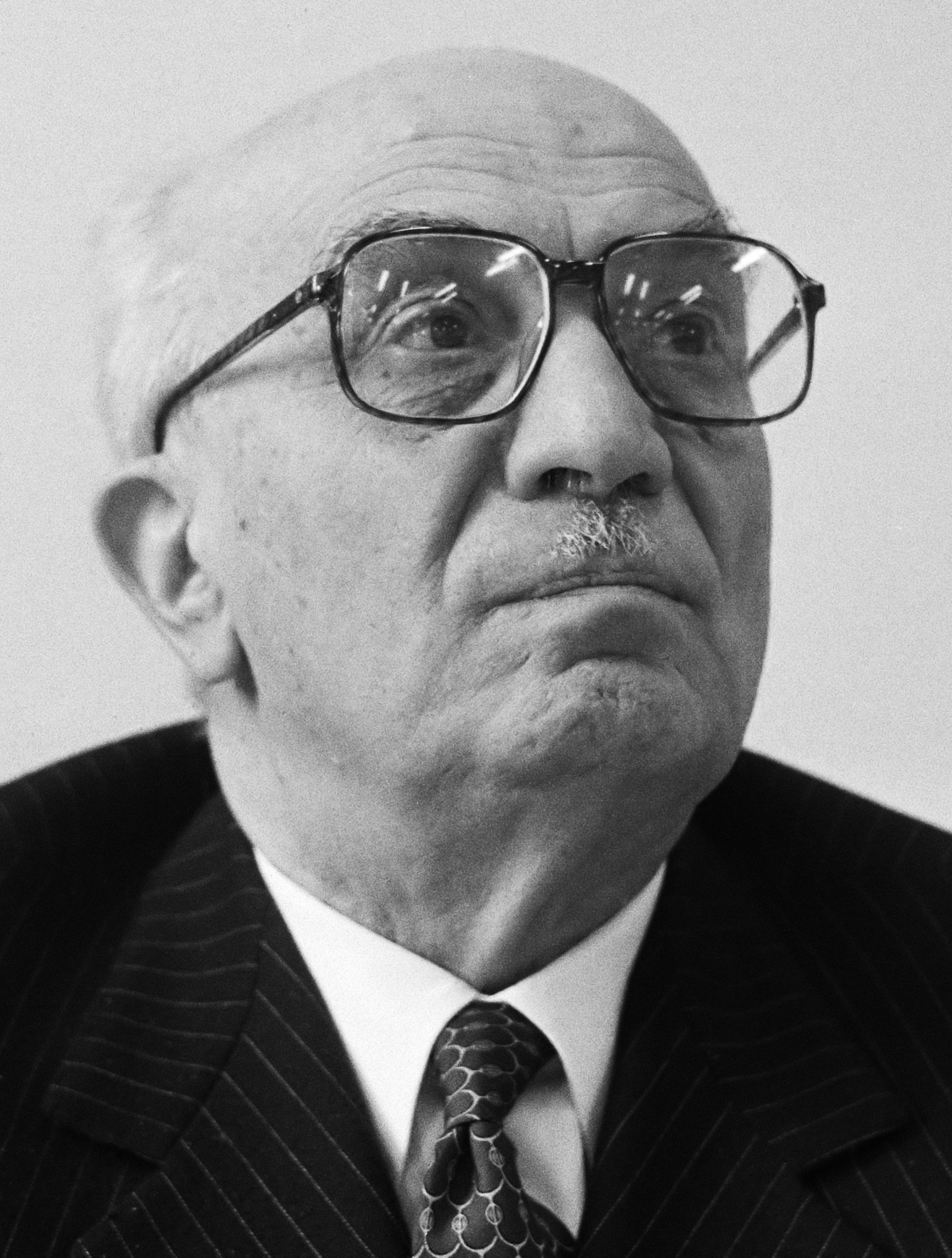
Amintore Fanfani

- Amintore Fanfani, politico, economista, storico e accademico italiano
- Amintore Galli, musicologo, giornalista e compositore italiano